# South Granville Rise

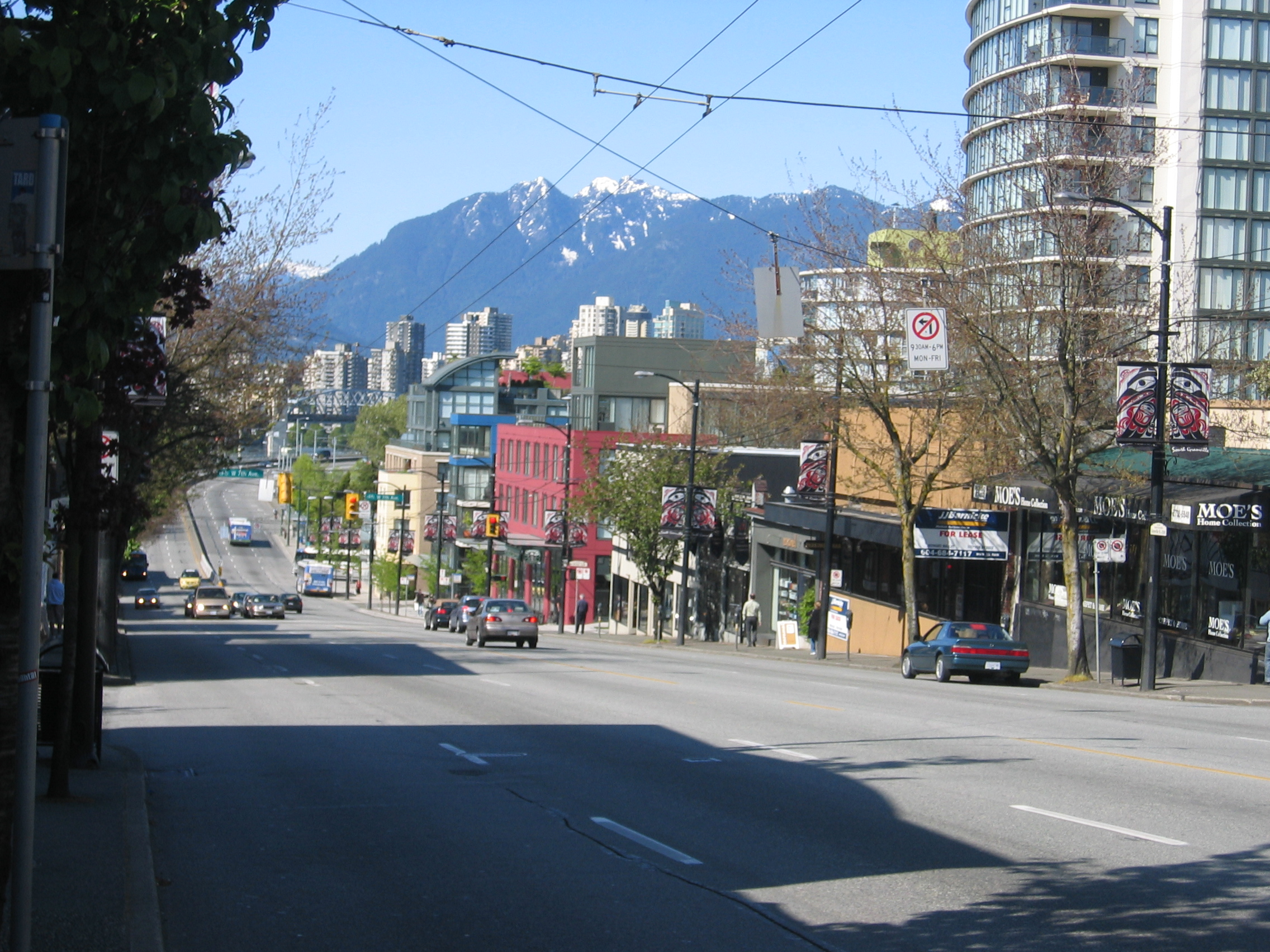
South Granville, pohled směrem na sever z ulice Granville Street na Downtown Vancouveru

South Granville Rise je oblast ležící jižně od Downtownu Vancouveru. Ohraničují ji městské části Kitsilano, Fairview a Shaughnessy.
Od Downtownu čtvrť odděluje záliv False Creek táhnoucí se podél Granville Street, od ostrova Granville Island až po 16 Avenue, kde obchody střídají obytné domy v Shaughnessy. Oblast South Granville v roce 2007 oslavovala svoji stoletou existenci.
Kromě rychle se rozvíjejících obchodů, restaurací a obytných domů se v South Granville nachází mezi ulicí Broadway a mostem Granville Bridge oblast známa jako "Gallery Row", kde je velká koncentrace galerií umění.
Leží zde i historické divadlo Stanley Theatre postavené v roce 1930. Před divadlem se nalézá časová schránka "South Granville Centennial Time Capsule".